# Monte Rocca Romana
Il Monte Rocca Romana è la cima più alta dei monti Sabatini, nel Lazio, posta tra la provincia di Viterbo e la provincia di Roma, lungo il confine tra i comuni di Bassano Romano, Sutri e Trevignano Romano.